# EDonkey2000
eDonkey2000, eDonkey, eD2k — файлообмінна мережа, побудована за принципом peer-to-peer на основі мережевого протоколу прикладного рівня MFTP.
Офіційний клієнт, що розповсюджується в Інтернеті, має неформальну назву: «віслюк» або «осел».
Мережа складається з багатьох клієнтів і декількох сотень серверів, які взаємодіють між собою. Клієнтами є користувачі, які завантажують файл, і користувачі, які володіють повною версією файлу. Сервери надають можливість знаходити опубліковані файли та інших користувачів, які володіють цими файлами (повність або частково). Самі файли не проходять через сервер.

## Клієнти
З відкритим початковим кодом:
- aMule (багатоплатформний Mule) — клієнт для мереж eDonkey2000 та Kad, сумісний з понад 60 різними конфігураціями обладнання та операційних систем, заснований на xMule (також відомий як lMule)[1];
- eMule — найбільш розповсюджений вільний клієнт для ОС Windows, який використовує такі мережі, як eDonkey2000, Source Exchange та Kad[2];
- MLDonkey(інші мови) — вільний багатоплатформний клієнт, який може отримувати доступ до різних мереж: BitTorrent, Direct Connect, eDonkey2000, FastTrack, Kad, Overnet, Soulseek;
- Mule on Android — клієнт Mule для платформи Android[3];
- Shareaza(інші мови) — вільний (з 1 червня 2004 року) мультимережевий клієнт для обміну файлами з підтримкою протоколів Gnutella² (G2), Gnutella, eDonkey2000, DC++, HTTP, FTP і BitTorrent/DHT і може бути інтегрований у веб-браузери як менеджер завантажень для Windows або Wine[4].